# Grojband
Grojband ou Grabujband au Québec est une série télévisée d'animation canadienne en 26 épisodes de 22 minutes créée par Todd Kauffman (coproducteur de Défis extrêmes) et Mark Thornton, produite par Fresh TV (en) et diffusée à partir du 10 juin 2013 sur Cartoon Network, puis au Canada à partir du 5 septembre 2013 simultanément en anglais sur Teletoon et en français sur Télétoon.
En France, la série a été diffusée à partir du 26 août 2013 sur Canal J puis rediffusée sur Gulli et Netflix.

## Synopsis
La série suit un groupe rock de garage formé de quatre jeunes adolescents de 13 ans (Corey, Laney, Kin et Kon) qui a tout pour réussir, à part de bonnes paroles. Les membres décident d'utiliser le journal intime de la grande sœur de Corey comme base pour leurs chansons en lui faisant le plus souvent perdre les nerfs pour avoir de bonnes paroles.

## Doublage

### Voix québécoises
- Pierre Chagnon : Maire Mellow
- Philippe Martin : Corey
- Émilie Bibeau : Carrie Beff
- Johanne Garneau : Allie
- Aline Pinsonneault : Chance Happening
- Nicholas Savard L'Herbier : Kon
- Karine Vanasse : Konnie
- Hugolin Chevrette : Kin Kujira
- Geneviève Désilets : Kimmie
- Maxime Desjardins : Nick Mallory
- François Sasseville : Buzz Newsworthy
- Éveline Gélinas : Laney Penn
- Louis-Philippe Berthiaume : Larry
- Karine Gonthier-Hyndman : Katia Riffin
- Eloisa Cervantes : Bernadette Beff

 Source et légende : version québécoise (VQ) sur Doublage.qc.ca

### Voix francophones (belges)
- Pierre Le Bec : Corey Riffin et Carrie Beff
- Julie Basecqz : Katrina « Trina » Riffin
- Nancy Philippot : Laney Penn et Larry Nepp
- Nicolas Matthys : Kin Kujira et Kim
- Ilyas Mettioui : Kon Kujira et Konnie
- Émilie Guillaume : Bernadette « Mina » Beff
- Alexis Flamant : Nick Mallory + Fred Le Sauvage (épisode 50 : Grojband et les jeux vidéos)
- Michel Hinderyckx : Maire Mellow, Barney, Buzz Newsworthy et voix diverses

## Épisodes
1. Tchoupoucaca (Monster of Rock)
2. Grojband et la plante diabolique (One Plant Band)
3. L'Avant-première (Cloudy With a Chance of Malt Balls)
4. L'Ampli des zombies (Dance of the Dead)
5. Le Tube de la terreur (Creepaway Camp)
6. Dans la peau de l'ours (Zoohouse Rock)
7. La Fête foraine (Smash Up Terby)
8. La Reine des abeilles (Queen Bee)
9. Grojband bourgeonne (Pox N' Roll)
10. Rock et marionnettes (No Strings Attached)
11. Les Rêves de Grojband (Dreamreaver: Part One)
12. Les Cauchemars de Grojband (Dreamreaver: Part Two)
13. Le Rock indé (In-D Road Rager)
14. Grojband en équation (Math of Kon)
15. Tout pour le gâteau (All You Need is Cake)
16. Grojband et le robot diabolique (Helmet)
17. Aliens versus Grojband (Space Jammin')
18. Le Génie de la cruche (Wish Upon a Jug)
19. Grojband et les Justiciers masqués (Super Zeroes)
20. Le Jour de la comète (A Knight to Remember)
21. Grojband hors-la-loi (Line of Credit)
22. Poils à gogo (Hair Today, Kon Tomorrow)
23. Sur les ondes et par les mers (On the Air and Out to Sea)
24. Futur pas simple (Ahead Of Our Own Tone)
25. L'Ascenseur diabolique (Love in a Nethervator)
26. L'Instrument des ténèbres (Six Strings of Evil)
27. Voulez-vous rocker, Grand-mère ? (Rockersize)
28. Grojband et le Bonheur (Grin Reaper)
29. L'Esprit d'équipe (Rock the House)
30. Mallory contre Riffin (War and Peaceville)
31. Mimes en folie (Myme Disease)
32. La Grande Fusion (Kon-Fusion)
33. Rock Médoc (Inn Err Face)
34. Grojband et les Hipsters (Who Are You)
35. Grojband pétille (Pop Goes the Bubble)
36. Filles en furie (Girl Fest)
37. Rock engagé (The Bandidate)
38. Session Lounge (The Pirate Lounge for Me)
39. Les Fantômes de Grojband (Hologroj)
40. Rock Charitable (The Snuffles with Snarffles)
41. Le Marathon immobile (Bee Bop A Loofah)
42. Coupure de courant (A-Capella-Lips Now)
43. Grojband et la Soul (Soulin' Down the Road)
44. Jam et confiture (That's My Jam)
45. La Rockpublique du Grojland (For Hat and Country)
46. Chansons d'amour (It's in the Card)
47. Grojband au sommet (Saxsquatch)
48. Admiratrices numéro un (Group Hug)
49. Le Métrognome (Curse of the Metrognome)
50. Grojband et les Jeux vidéo (Dueling Buttons)
51. Dernier concert… (Hear Us Rock: Part One)
52. Avant la fin du monde ! (Hear Us Rock: Part Two)

## Personnages

### Grojband
- Corey Riffin (Geoffrey Riffin en VQ) est le chanteur principal du groupe. Il a plusieurs idées farfelues pour faire connaître le groupe. Il a 13 ans et il est toujours de bonne humeur, énergique. Il est amoureux de Laney Penn depuis l'épisode 15 où il a commencé à avoir des sentiments pour elle. Il porte un bonnet orange avec un crâne dessus ressemblant à celui du tee shirt d'Hugo dans Défis Extrêmes. Il a les cheveux bleus.
- Laney Penn (Laurie Penn en VQ) est la bassiste et chanteuse occasionnelle du groupe et aussi la seule fille du groupe. Elle a 13 ans. Elle est sarcastique et elle a les cheveux rouges. Elle porte du mascara noir sur ses yeux. Elle est secrètement amoureuse de Corey. Elle possède plus de bon sens que les autres. Elle porte une petite barrette jaune dans ses cheveux.
- Kin Kujira est le pianiste du groupe, ainsi que le frère jumeau de Kon. Il a 13 ans. Il est le membre le plus intelligent du groupe. Il crée beaucoup de machines. Il est le seul à porter des lunettes.
- Kon Kujira est le batteur du groupe, mais aussi le frère jumeau de Kin. Il a 13 ans. Il est le plus fort et aussi le plus gentil du groupe. Tout comme Kin, il aime beaucoup manger. Il porte un bandeau rouge sur la tête.
- Trina Riffin (Katia Riffin en VQ) est la grande sœur de Corey. Elle a 16 ans. Elle déteste le groupe de son frère et le fait qu'il soit plus populaire qu'elle. Elle ne sait pas que les Grojband se servent d'elle pour avoir des paroles de chansons. Elle porte un appareil dentaire, et un serre tête violet; et elle a les cheveux roses.
- Mina Beff est la meilleure amie de Trina. Elle a 16 ans. Et même si cette dernière la considère plus comme une esclave qu'une amie. Normalement, son nom était Bernadette, mais Trina l'a forcée à changer de nom pour que leurs noms riment. Elle est aussi la sœur de la leader des newman's, Carrie. Elle a les cheveux verts et des lunettes noires en oreilles de chat. Comparée à Trina, elle est plus gentille et plus douce. Elle est aussi amoureuse de Nick Mallory.
- Nick Mallory est un garçon dont toutes les filles l'aiment surtout Trina. Il parle de lui-même à la troisième personne. Il a 16 ans.
- Les Newmans (Les Répliques en VQ) est le groupe rival du groupe de Corey et sa bande. Physiquement, les membres de ce groupe ressemblent aux Grojband mais les sexes sont inversés (3 filles et 1 garçon) : Carrie Beff (Josiane en VQ) Kim Kagami, Konnie Kagami et Larry Nepp (Laurent en VQ)
- Maire Mellow (Mayor Mellow dans la version anglaise) est le maire de la ville où se déroule la série, il se promène souvent avec un cadre contenant la photo de sa mère décédée et lui parle comme si elle était vivante.
- Les Darkband sont les alter-ego maléfiques des Grojband. Ils ont des particularités distinctives : Dark Corey pilote une moto et manie sa guitare comme une lance; Dark Laney chevauche Esmeralda, un tigre doré; Dark Kin peut projeter des éclairs de sa keytare; quant à Dark Kon, son solo sismique fait littéralement trembler la terre. Ils ont mis le chaos dans le monde onirique de Trina avant que les Grojband ne les détruisent.